# Lothar Bisky
Lothar Bisky (Korzybie, Polònia, 17 d'agost de 1941 - Leipzig, 13 d'agost de 2013) va ser un polític alemany. Va ser president del Partit del Socialisme Democràtic (PDS), el successor del Partit Socialista Unificat d'Alemanya (SED). El juny del 2007 va esdevenir copresident del partit Die Linke, format per una fusió del PDS i la més petita Treball i Justícia Social - L'Alternativa Electoral. Des del 2007 fins al 2010 va ser president del Partit de l'Esquerra Europea. També va ser l'editor del diari socialista Neues Deutschland.

## Inicis
Bisky va néixer a Zollbrück, Pomerània, Alemanya (actualment Korzybie, Pomerània, Polònia), d'on va venir després de 1945 com a refugiat a Schleswig-Holstein al nord-oest d'Alemanya. Per obtenir una formació universitària gratuïta, va emigrar a la RDA comunista als 18 anys i després d'afrontar dubtes inicials a causa del seu patrimoni se li va permetre unir-se al Partit de la Unitat Socialista el 1963, però no va ascendir a les posicions de lideratge fins poc després del caiguda del comunisme i la consegüent depuració dels grups durs del partit. Va ser rector de la Universitat de Cinema i Televisió (Potsdam-Babelsberg) de 1986 a 1990. El 1991 es va convertir en membre del consell d'administració del canal de televisió regional ORB (actualment forma part de RBB).

## Al Partit del Socialisme Democràtic
Des de 1991 fins a gener de 1993, va ser president del Partit del Socialisme Democràtic (PDS) del Land de Brandenburg. El 1993 va ser elegit president del PDS, el partit successor del SED. Va renunciar el 2000, quan la seva proposta per donar suport a les intervencions militars, recolzada per les Nacions Unides, el deixaren en minoria al Comitè Executiu.
El 2003 va ser reelegit president del PDS. Durant molt de temps ha estat proper a la personalitat més destacada del partit, Gregor Gysi. El 2005, va ser confirmat com a president quan el seu partit es va convertir en el Partit de l'Esquerra (Linkspartei) i va obrir les seves llistes als membres de Treball i Justícia Social - L'Alternativa Electoral (WASG) d'Oskar Lafontaine.
A les eleccions federals de setembre de 2005, Bisky va guanyar un escó al Bundestag, però va patir un contratemps personal quan va perdre la vicepresidència del parlament. Tradicionalment, tots els grups representats al Bundestag obtenen una vicepresidència proposant el seu candidat, però en el cas de Bisky, tant els partits de dreta (CDU / CSU i FDP) com bona part dels socialdemòcrates rebutjaven la idea que un membre destacat de la SED i possiblement implicat amb la Stasi pogués presentar-se a la vicepresidència del parlament federal. Després de diverses votacions infructuoses, el Linkspartei va decidir abandonar el seu càrrec de vicepresident, com a mostra de protesta, però pocs mesos després va proposar una altra candidata (Petra Pau, més jove i que per tant no havia estat un membre de llarga durada al SED), que va ser acceptada pel Parlament.

## A Die Linke
El juny de 2007, va fusionar oficialment el seu partit amb el WASG d'Oskar Lafontaine, formant un nou partit d'esquerra, Die Linke (L'Esquerra), del qual es va convertir en copresident.
El 2007 va ser elegit president del Partit de l'Esquerra Europea. Va ser substituït per Pierre Laurent el 2010.
Del 2009 al 2012, va ser president del Grup Confederal al Parlament Europeu Esquerra Unitària Europea / Esquerra Verda Nòrdica.
També va ser editor del diari socialista Neues Deutschland des d'abril de 2007 fins a desembre de 2013.
Va morir el 13 d'agost de 2013.